# Rua Butantã
A Rua Butantã é uma rua no bairro de Pinheiros, São Paulo. É uma das mais importantes e antigas ruas do bairro.
Sua principal função é ligar as rodovias Régis Bittencourt e Raposo Tavares até o Largo Pinheiros e, posteriormente, ao Largo da Batata e a Avenida Brigadeiro Faria Lima, por meio da avenida Professor Francisco Morato e a Ponte Bernardo Goldfarb.

## História
No início do Século XX, era chamada de Rua do Comércio, e compunha o Largo Pinheiros, local onde o bairro foi fundado. É uma das primeiras ruas do bairro de Pinheiros, junto às ruas Pais Leme, Cardeal Arcoverde, Fernão Dias e Teodoro Sampaio. Por consequência, é uma das mais antigas da cidade de São Paulo, pois Pinheiros é provavelmente o bairro mais antigo da cidade.
A Rua Butantã, junto à Rua dos Pinheiros, parte da Avenida Rebouças e a Rua da Consolação, traçavam parte do Caminho dos Pinheiros, que ligava Pinheiros até o centro da cidade de São Paulo.